# Sessenbach
Sessenbach ist eine Ortsgemeinde im Westerwaldkreis in Rheinland-Pfalz. Sie gehört der Verbandsgemeinde Ransbach-Baumbach an.

## Geographie
Die Gemeinde liegt im Westerwald im Kannenbäckerland. In der Nähe des Ortes fließt der Sessenbach, der zum Einzugsbereich des Saynbach und Rheines gehört. Zur Gemeinde gehört auch der Wohnplatz Sayntalhof.

## Geschichte
Urnenfunde werden nach 1200-800 v.Ch. datiert. Anhand von Bodenfunden konnte eine keltische Wohngrubensiedlung (500 v.Ch.) nachgewiesen werden.
Erste urkundliche Erwähnung fand das Dorf im Jahr 1220 mit Miles (Ritter) Karolus „advocatus“ de (aus) Sinßinbach. 1273 mit Frederich v. Synsinbach Sohn des Ritters Carl.
1321 erscheint Sessenbach „uf dem Gericht zu Sinsenbach“ im Besitz von Nieder-Isenburg und kommt als Erbe zur älteren Linie Isenburg-Grenzau.
Das „Wollenschläger Höfchen“ (1590) und der „große Isenburger Hof“ (1630) zu Sessenbach waren bis 1664 isenburgisch, danach kurtrierisch. Der „Kleiner Hof“ erscheint 1723. Auf einer Steuerliste von 1753 erscheinen drei Höfe gleichzeitig.
Der Saynhof, 1331 Hof „Uf der Seijne“, ist nach wechselvollem Schicksal ausgegangen, 1723 im Besitz des Klosters Oberwerth zuletzt noch im Besitz der Sessenbacher Fam. Werz war.
Isenburg-Grenzau besaß um das Jahr 1600 Anteile am Zehnten von Sessenbach.
Von 1602 bis noch 1810 sind Töpfer in Sessenbach ansässig. Für diesen Zeitraum noch bis 1920 sind „Hollandfahrer“ (fahrende Händler) dokumentiert.
2023 hatte Sessenbach 507 Einwohner die in 160 Häusern leben, mit insgesamt 230 Wohnungen auf einer Fläche von 2,8 km². Den Haupterwerb der Sessenbacher Bürger prägten im 20. Jahrhundert vornehmlich Landwirtschaft und Keramikindustrie.
Seit 1972 gehört die Ortsgemeinde Sessenbach der Verbandsgemeinde Ransbach-Baumbach an.
Bevölkerungsentwicklung
Die Entwicklung der Einwohnerzahl von Sessenbach, die Werte von 1871 bis 1987 beruhen auf Volkszählungen:
| Jahr | Einwohner |
| ---- | --------- |
| 1815 | 112       |
| 1835 | 151       |
| 1871 | 145       |
| 1905 | 165       |
| 1939 | 173       |
| 1950 | 187       |
| 1961 | 202       |

| Jahr | Einwohner |
| ---- | --------- |
| 1970 | 360       |
| 1987 | 435       |
| 1997 | 532       |
| 2005 | 552       |
| 2011 | 478       |
| 2017 | 498       |
| 2023 | 507       |

## Politik

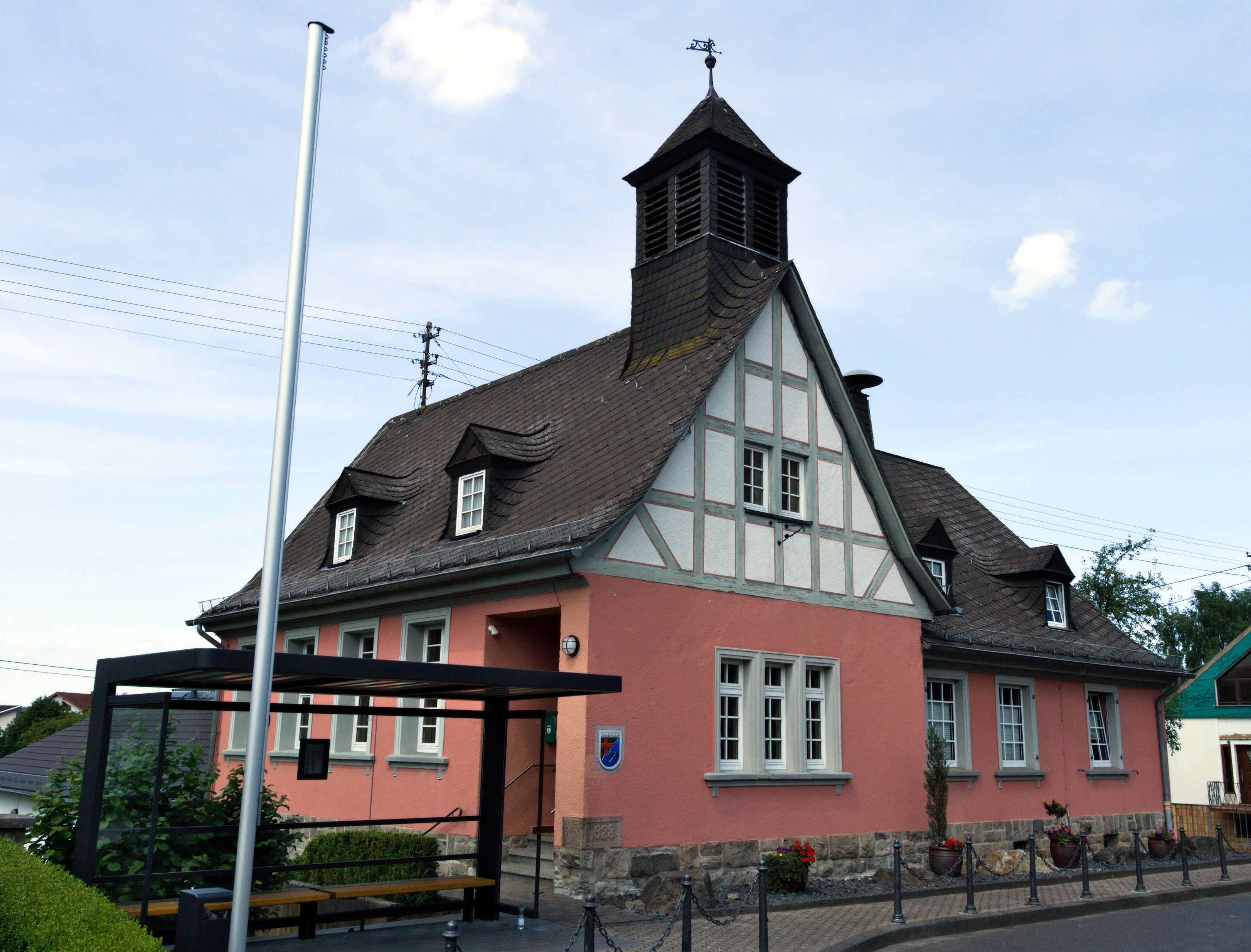
Rathaus

### Gemeinderat
Der Gemeinderat in Sessenbach besteht aus zwölf Ratsmitgliedern, die bei der Kommunalwahl am 9. Juni 2024 in einer personalisierten Verhältniswahl gewählt wurden, und dem ehrenamtlichen Ortsbürgermeister als Vorsitzendem.
Die Sitzverteilung im Gemeinderat:
| Wahl | CDU               | WGS *             | Gesamt   |
| ---- | ----------------- | ----------------- | -------- |
| 2024 | 8                 | 4                 | 12 Sitze |
| 2019 | per Mehrheitswahl | per Mehrheitswahl | 12 Sitze |
| 2014 | per Mehrheitswahl | per Mehrheitswahl | 8 Sitze  |
| 2009 | per Mehrheitswahl | per Mehrheitswahl | 12 Sitze |

### Bürgermeister
Torsten Gelhard (CDU) wurde am 2. Juli 2024 Ortsbürgermeister von Sessenbach. Bei der Direktwahl am 9. Juni 2024 war er als einziger Bewerber mit 83,7 % der Stimmen für fünf Jahre gewählt worden.
Seine Vorgängerin Irina (Ina) Anhäuser hatte das Amt im März 2021 übernommen. Bei der Direktwahl am 14. März 2021 war sie mit einem Stimmenanteil von 78,7 % gewählt worden. Anhäusers Vorgänger Rudi Hoppen (CDU) hatte das Amt seit 2009 ausgeübt, am 12. Oktober 2020 aber angekündigt, es Ende März 2021 niederzulegen. Zuletzt bei der Direktwahl am 26. Mai 2019 war er mit 94,37 Prozent der abgegebenen Stimmen im Amt bestätigt worden. Vor Hoppen hatte Willi Emmerich (CDU) das Amt von 1979 bis 2009 inne.

### Wappen
| Wappen von Sessenbach | Blasonierung: „Von Silber über Blau durch Wellenschnitt schräglinks geteilt, oben ein durchgehendes rotes Kreuz, unten silberne Hammer und Rodungshacke gekreuzt.“ |
| Wappen von Sessenbach | |

## Verkehr
- Die Bundesautobahn 48 mit der Anschlussstelle Höhr-Grenzhausen (AS 12) liegt sechs Kilometer entfernt.
- Die Bundesautobahn 3 mit der Anschlussstelle Ransbach-Baumbach (AS 38) liegt ca. 13 Kilometer entfernt.
- Der nächstgelegene ICE-Halt ist der Bahnhof Montabaur an der Schnellfahrstrecke Köln–Rhein/Main.

## Sehenswürdigkeiten
- Planetarium und Sternwarte Sessenbach[14]

## Ehrenbürger
- 2014, 22. August: Willi Emmerich (* 1939), Kommunalpolitiker, Ortsbürgermeister von 1979 bis 2009, verliehen in Anerkennung seiner Verdienste um die Ortsgemeinde.[15][16]